# Poble Espanyol
Poble Espanyol (katalánsky Španělská vesnice, španělsky Pueblo Español) je skanzen v Barceloně. U příležitosti Světové výstavy v Barceloně v roce 1929 byl postaven na ploše 49 000 m² na úpatí hory Montjuïc. 
Skanzen Poble Espanyol byl postaven za 13 měsíců a měl být po skončení výstavy zbořen. Úspěch během světové výstavy vedl k rozhodnutí pokračovat v provozu. K dnešnímu dni je to magnet pro turisty z celého světa. 
Je zde 117 budov, replik budov ze všech období, kultur a regionů Španělska, i když ne vždy přesných kopií. Skanzen s ulicemi a náměstími je navržen tak, aby ukázal charakteristický architektonický obraz různých španělských stavebních stylů. K budovám patří románský klášter, kostel, radnice, části paláců a městských domů. Do Poble Espanyol se vstupuje replikou brány Sv. Vincence (Puerta de Ávila), části městských hradeb Ávily. 
V řemeslných dílnách se zboží vyrábí tradiční technikou a prodává se. Mimo jiné lze vidět sklárnu, hrnčířství a dílny na výrobu hudebních nástrojů, hraček a šperků. Několik restaurací nabízí místní kuchyni. Konají se představení lidového tance, hudby a folklóru i umělecké výstavy. 

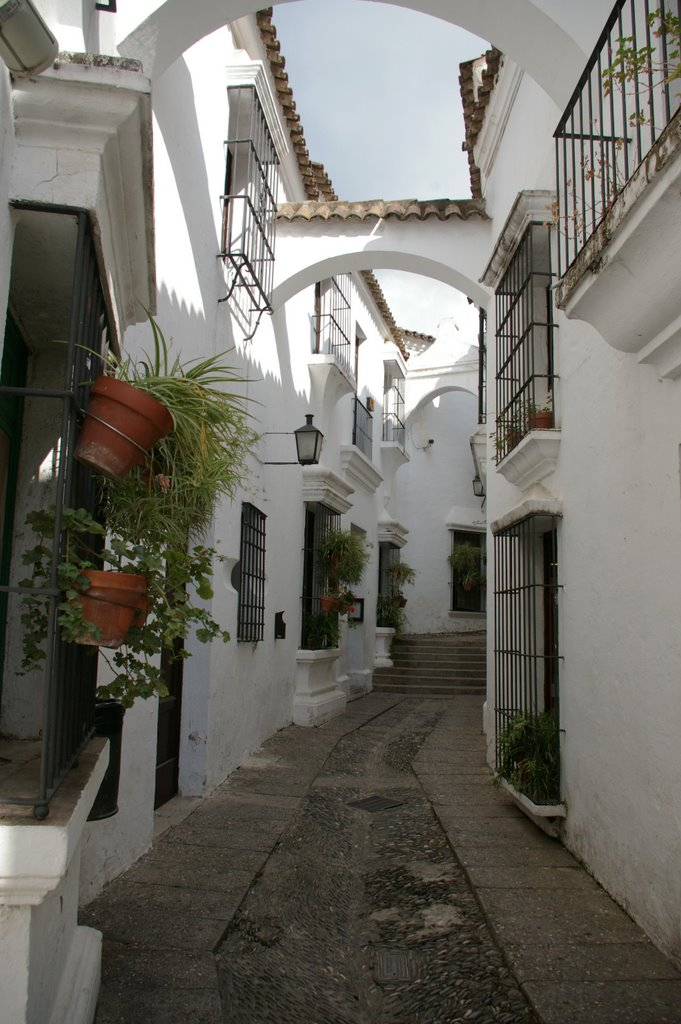
Ulička v Poble Espanyol
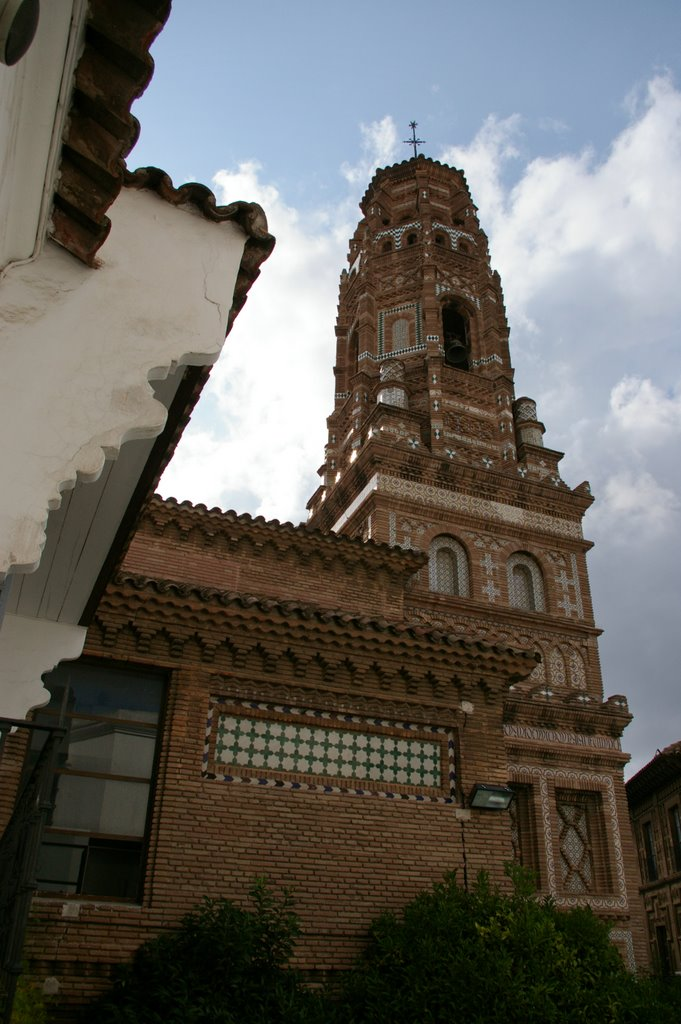
Mudéjarská kostelní věž